# Kaleidos
Kaleidos é a organização incubadora, financiadora e desenvolvedora de soluções de Software Livre (open source) como as plataformas de gerenciamento de projetos de Taiga projetada para startups de alta tecnologia; A plataforma da empresa oferece consultoria e desenvolvimento de projetos digitais para criar e apoiar projetos inovadores e fornece a solução de Software Livre para o design e prototipagem de produtos e plataformas digitais Penpot, permitindo que as organizações facilitem projetos de desenvolvimento de software.